# 阿亞安·希爾西·阿里
阿亞安·希爾西·阿里（Ayaan Hirsi Ali，1969年11月13日—）是一位索馬里裔荷蘭女權主义者、基督教徒（曾是無神論者）、作家及政治人物，以批評伊斯蘭教、反對割禮及女性生殖器切割而知名。她是索馬里一位政客的女兒。
她在8歲時與家人離開索馬里到沙特阿拉伯，然後又到埃塞俄比亞，最後在肯尼亞定居。她於1992年在荷蘭取得政治庇護。2003年當選荷蘭國會下議院議員，代表自由民主人民黨。2006年，她在一場圍繞她早年申請政治庇護時提交虛假資料的政治風波中辭去國會議席。

## 生活及工作

### 早年
阿亞安·希爾西·阿里在索馬里摩加迪沙出生。父親是索馬里救國民主陣線的一位要員，在1972年被巴雷政權監禁，3年後成功逃獄並離開索馬里。
曾在海外留學的父親反對女性生殖器切割，可是在他入獄後，5歲的希爾西·阿里被祖母施行此傳統習俗。
希爾西·阿里的家庭來到肯尼亞內羅畢，希爾西·阿里在當地入讀以英語授課的穆斯林女子中學。在她十餘歲時，沙特阿拉伯資助的宗教教育在其它國家的穆斯林中有越來越大的影響力。一位受過此種培訓的有魅力的宗教教師來到希爾西·阿里的學校，這位女教師使得希爾西·阿里和一些其他學生採納了沙特阿拉伯那種對伊斯蘭教更為嚴格的教義詮解，而不是當時在索馬里和肯尼亞流行的較寬鬆教義。希爾西·阿里當時即使未懂閱讀《古蘭經》，也對古蘭經留下深刻印象，古蘭經對她的童年影響很大。
當時她同情穆斯林兄弟會，穿校服時戴希賈布，這在那時並不常見，後來才變得更為常見。她又認同針對英國作家薩爾曼·魯西迪發出的教令。完成中學教育後，她在內羅畢讀了一年秘書課程。

### 在荷蘭的早期生活
1992年，希爾西·阿里到達荷蘭。後來她承認在申請政治庇護時作出不實聲稱，以增加成功留在荷蘭的機會。希爾西·阿里稱當時她的父親安排她嫁給一位表親，她反對婚事。
無爭議的是她在1992年從肯尼亞來到德國探望家人。她被安排在德國取得簽証後，前往加拿大見自己的丈夫。她的家人質疑「強迫婚姻」的說法。根據希爾西·阿里的說法，她在德國嘗試找方法擺脫她不想要的婚事，最後她決定以探望一位親戚為理由前往荷蘭，她抵達當地就隨即找那位親戚求助並申請庇護。
她在荷蘭申請政治庇護，取得居留許可。不清楚她的庇護申請是基於哪些因素獲批准，雖然她承認當時她編造虛假故事，謊稱她被迫逃離摩加迪沙，在索馬里與肯尼亞邊境的難民營停留。事實上她真的曾經留在那些營地，不過原因是去幫助受困於那裡的親戚，在索馬里首都爆發戰鬥之時，她早已安全地定居於肯尼亞。她向荷蘭移民當局給了假名和假出生日期，她說必須這樣做以逃避自己氏族的報復。她在西方以希爾西·阿里的名字被認識，而不是本名希爾西·馬干。
她取得庇護後，做過不同的短期工作，包括清潔和郵件分類。然後她在鹿特丹一個難民中心當翻譯。她在這時候學習荷蘭語，又修讀一年的社會工作基本知識課程。她說自己對於荷蘭社會看似運作良好留下印象。她為了更加瞭解這個系統是如何發展起來，遂入讀萊頓大學並於2000年取得政治科學理學碩士學位。
她在1995年至2001年間也當過獨立的索馬里語－荷蘭語傳譯及翻譯員，常在庇護中心、受虐婦女宿舍和荷蘭移民及歸化部門接觸索馬里婦女。她受過的教育及經歷使她能說六種語言：英語、索馬里語、阿拉伯語、斯瓦希里語、阿姆哈拉語及荷蘭語。

### 短片《服從》
特奧·梵谷根據阿亞安·希爾西·阿里寫的劇本，製作10分鐘的電影《服從》（Submission，2004年），描述伊斯蘭社會中婦女的日常生活，為此特奧·梵谷在2004年11月2日早上9點中了8槍，胸部與脊髓插入一大一小共2把刀子，小刀上附有給阿亞安·希爾西·阿里的信息。

### 政治生涯
她在萊頓大學畢業後，加入與工黨有關連的智庫機構維亞迪·貝克曼基金會當研究員。
她在學習期間逐漸失去對伊斯蘭教的幻想。她的穆斯林身分認同在2001年的九一一襲擊後受重擊。在聽到本·拉登於錄音講話中引用古蘭經經文作為襲擊的正當理由後，她寫道：「我拿起古蘭經和聖訓，開始在書中搜尋，我討厭這樣做，因為我明知在書中可以找到本·拉登引用的文句。」她決定視古蘭經為相對的——它是一份歷史記錄和「不過是另一本書」。
她在讀到《無神論者宣言》一書後，徹底動搖了她的宗教信仰。2002年，她放棄伊斯蘭教信仰，成為無神論者。這段時間她開始明確地表達她對伊斯蘭教及伊斯蘭文化的批評，發表許多新聞文章，常在電視新聞節目及公共論壇發言。她在這時候開始收到死亡恐嚇。
2002年11月，在她與工黨就她的保安措施出現意見分歧後，她向女權雜誌《Opzij》編輯西斯卡·德雷索豪斯（Cisca Dresselhuys）請教如何從政府那裡籌得保安經費。德雷索豪斯把她介紹給自由民主人民黨的蓋里特·扎爾姆和內莉·克魯斯。在他們的勸告下，希爾西·阿里決定改投自由民主人民黨。2002年11月至2003年1月間，希爾西·阿里在國外居住，並以自由民主人民黨的助理身份受薪。
2003年，她參加國會選舉，指出「荷蘭福利國家忽視穆斯林婦女及女童被虐待，有份造成她們受孤立和壓迫」。